# Xa lộ Liên tiểu bang 43
Xa lộ Liên tiểu bang 43 (tiếng Anh: Interstate 43 hay viết tắt là I-43) là một xa lộ liên tiểu bang nội tiểu bang dài 191,55 dặm (308,3 km), nằm hoàn toàn bên trong tiểu bang Wisconsin của Hoa Kỳ. Nó kết nối Xa lộ Liên tiểu bang 39 và Xa lộ Liên tiểu bang 90 tại Beloit với Milwaukee và Quốc lộ Hoa Kỳ 41 và Quốc lộ Hoa Kỳ 141 tại Green Bay. I-43 là xa lộ liên tiểu bang nội tiểu bang dài thứ năm trong Hệ thống Xa lộ Liên tiểu bang.  Xa lộ Wisconsin 32 chạy trùng với I-43 trong hai đoạn.  Quốc lộ Hoa Kỳ 41, Quốc lộ Hoa Kỳ 45, Xa lộ Liên tiểu bang 94, Xa lộ Liên tiểu bang 894, Quốc lộ Hoa Kỳ 10, Xa lộ Wisconsin 57, và Xa lộ Wisconsin 42 mỗi xa lộ đều có một lần chạy trùng với I-43.  Không có xa lộ liên tiểu bang phụ hay thương mại nào kết nối với I-43.
I-43 sinh ra từ kết quả của các đề xuất xây xa lộ thu phí gồm có một hành lang xa lộ Milwaukee đến Superior trong đó bao gồm Hurley, Wausau và Green Bay.  Chỉ đoạn đường từ Milwaukee đến Green Bay được chấp thuận.  Ban đầu xa lộ này được dự tính đi theo lộ trình khoảng nửa đường giữa Quốc lộ Hoa Kỳ 41 và Quốc lộ Hoa Kỳ 141 dọc theo Xa lộ Wisconsin 57.  Vấn đề gây tranh cãi về địa điểm này và quyền sử dụng đất dã khiến xa lộ này bị chỉnh đổi sang lộ trình như hiện nay. Lộ trình này đi theo lộ trình thời thập niên 1950 của Quốc lộ Hoa Kỳ 141 từ Milwaukee đến Sheboygan, và một lộ trình mới từ Sheboygan đến Green Bay.  Đoạn này được hoàn thành năm 1981.
Đoạn Beloit-đến-Milwaukee được phát triển sau khi hai đề xuất riêng biệt được đưa ra. Đề xuất thứ nhất là cho đoạn đường giữa Milwaukee và Beloit và đề xuất kia là giữa giữa Milwaukee và Janesville. Xa lộ Milwaukee-Beloit được chọn, hoàn thành năm 1976 với tên gọi là Xa lộ Wisconsin 15 và được đổi tên thành I-43 năm 1988.  Để nối hai đoạn rời nhau, I-43 được cắm biển trùng với đoạn đông-tây của I-894 và đoạn bắc-nam của I-94 trong vùng đô thị Milwaukee từ I-894 đến nút giao thông khác mức Marquette. Nút giao thông này được tái xây dựng hoàn toàn và hoàn tất vào năm 2008.

## Mô tả xa lộ

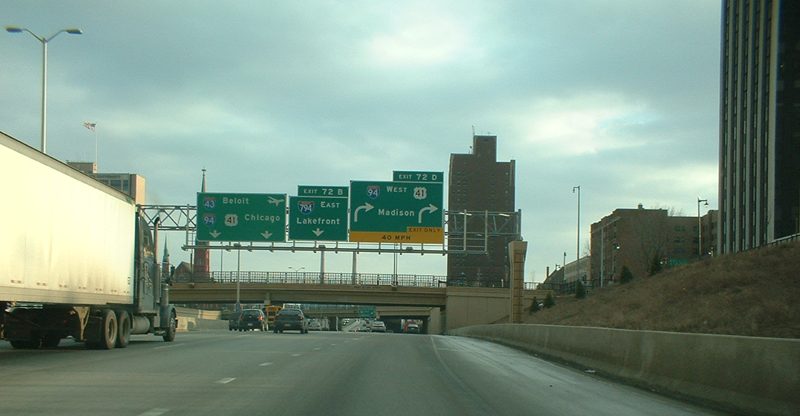
Xa lộ Liên tiểu bang 43 đang đi đến Nút giao thông Marquette từ hướng bắc tại thành phố Milwaukee

I-43 bắt đầu trong Quận Rock tại một nút giao thông lập thể với I-39/I-90 ở phía đông thành phố Beloit.  Xa lộ trở thành Xa lộ Wisconsin 81 ở phía tây nút giao thông này.  Đoạn Beloit đến Milwaukee của I-43 đi qua phần lớn vùng đất nông trại nằm trên các ngọn đồi trùng điệp, đi quanh tránh các khu đô thị, trừ vùng đô thị Milwaukee là nơi xa lộ đi qua khu dân cư ngoại ô có nhiều cơ sở công nghiệp xen giữa. Xa lộ đi tránh làng Clinton ở phía bắc tại Xa lộ Wisconsin 140 và đi vào Quận Walworth khoảng 5 dặm (8 km) ở phía đông Xa lộ 140. I-43 đi qua phía bắc Darien và cắt ngang Quốc lộ Hoa Kỳ 14 tại điểm đó, sau đó kết nối với WIS 50 ở phía nam Delavan.
Tại Elkhorn, I-43 kết nối với Xa lộ Wisconsin 67, Quốc lộ Hoa Kỳ 12, và Xa lộ Wisconsin 11.  Xa lộ đi qua East Troy khoảng 10 dặm (16 km) về phía đông bắc Elkhorn và kết nối với Xa lộ Wisconsin 20 và Xa lộ Wisconsin 120.  Sau đó nó đi vào Quận Waukesha tại làng Mukwonago.  I-43 cắt ngang Xa lộ Wisconsin 83 tại một nútg giao thông ở ngay phía đông nam ngôi làng.  Sau khoảng 8 dặm (13 km), xa lộ kết nối với Xa lộ Wisconsin 164 ngay phía bắc Big Bend, và sau đó đi vào thành phố New Berlin là nơi nó có nút giao thông với Phố South Racine và Lộ South Moorland.  Sau đó nó quay hướng đông đi vào Quận Milwaukee.
Đoạn Beloit đến Milwaukee mang tên "Xa lộ cao tốc Rock" vì nó đi qua Quận Rock và hướng về các thành phố nằm trong thung lũng Sông Rock trong đó có Rockford, Illinois.  Tuy nhiên, tên này chỉ áp dụng cho phần xa lộ nằm trong Quận Waukesha và Quận Milwaukee. Toàn tuyến từ Beloit đến New Berlin có 4 làn xe.  Đoạn 6 làn xe bắt đầu khi Quốc lộ Hoa Kỳ 45 nhập vào xa lộ liên tiểu bang 43.
I-43 kết nối với Quốc lộ Hoa Kỳ 45 đi hướng nam và Xa lộ Wisconsin 100 tại Phố 108 Nam.  Quốc lộ Hoa Kỳ 45 nhập xa lộ khoảng 1 dặm (1,6 km), rồi quay hướng bắc đi vào I-894 chiều hướng tây tại Nút giao thông Hale. Trong khi I-43 đi theo I-894 chiều hướng đông dọc theo Xa lộ cao tốc Airport vào trong Greenfield với các nút giao thông với Xa lộ Wisconsin 24, Xa lộ Wisconsin 36 và Xa lộ Wisconsin 241.  Tại Nút giao thông Mitchell, I-894 kết thúc trong khi đó I-43 quay hướng bắc đi theo Xa lộ Liên tiểu bang 94 và Quốc lộ Hoa Kỳ 41, cũng còn được gọi tên là Xa lộ cao tốc North–South, đi vào phố chính của thành phố Milwaukee nơi nó gặp I-794 tại Nút giao thông Marquette. Xa lộ đi qua các khu vực công nghiệp và đô thị phức tạp của vùng đô thị Milwaukee với 6 làn xe xuyên suốt, ngoại trừ gần Nút giao thông Marquette có đến 8 làn xe.

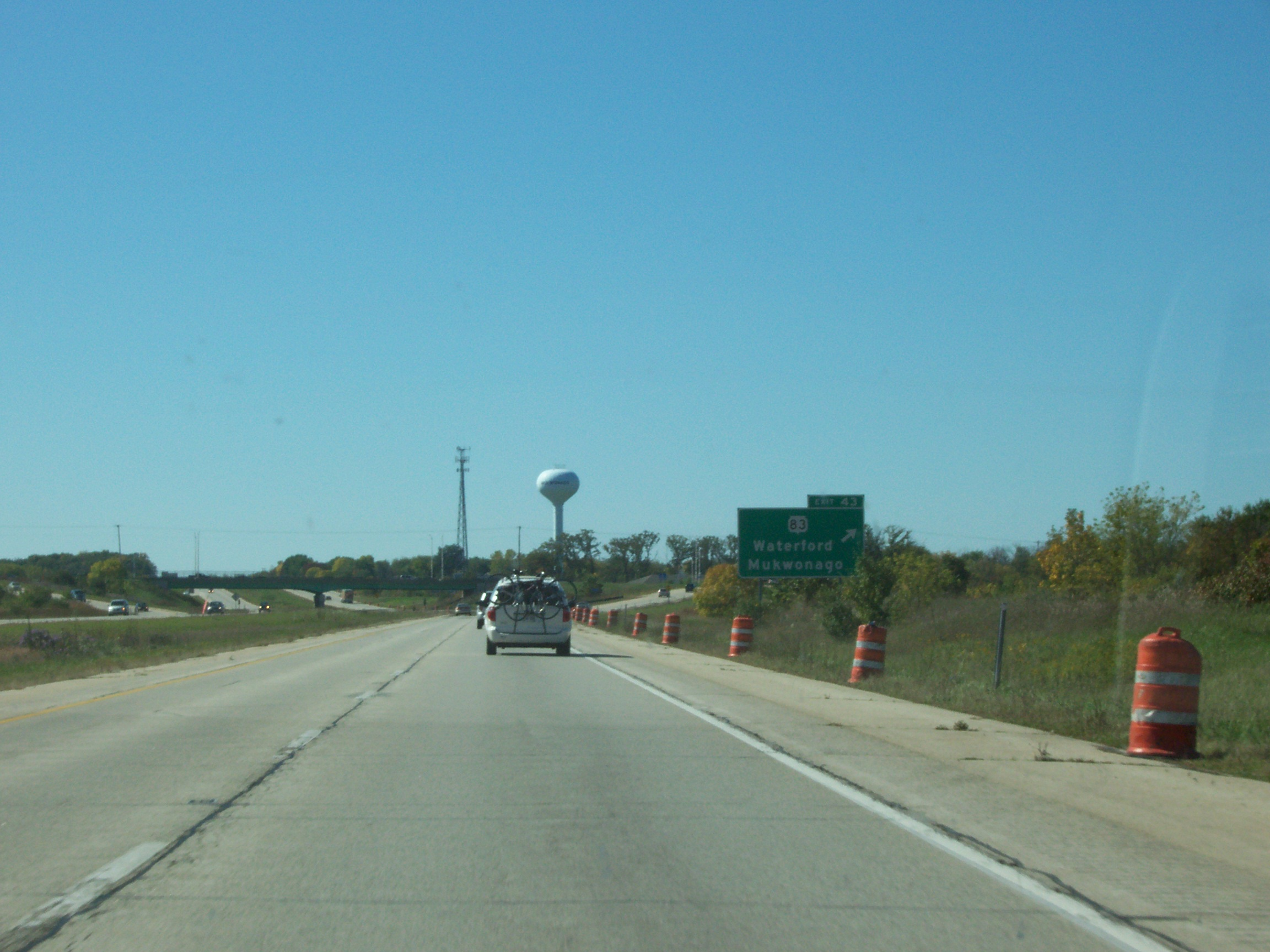
Xa lộ Liên tiểu bang 43 tại điểm giao cắt với Xa lộ Wisconsin 83

I-43 tiếp tục hướng bắc từ Nút giao thông Marquette trong khi I-94 và Quốc lộ Hoa Kỳ 41 quay hướng tây. Sau khi đi qua phố chính thành phố Milwaukee, ngay phía đông Đại học Marquette, và cắt ngang Xa lộ Wisconsin 145 tại Nút giao thông Đại lộ McKinley / Đường Fond du Lac. Các làn dẫn ra/vào của Lối ra 72C chiều đi hướng bắc tại phố chính của Milwaukee đi bên dưới tòa án quận qua ngã các đường hầm đến Đường Kilbourn. Trên đường hướng tây ra khỏi thành phố Milwaukee, I-43 đi qua Glendale, kết nối với Xa lộ Wisconsin 190 và Xa lộ Wisconsin 57.  Phía bắc Lộ Good Hope có dải cỏ phân cách với một hàng rào dây cáp. WIS 100 và WIS 32 kết nối nhau tại Lộ Brown Deer và WIS 32 theo I-43 chiều hướng bắc đi vào Quận Ozaukee. Khi đi qua các vùng thương mại và dân cư phức tạp ở phía bắc phố chính, xa lộ mang 8 làn xe trong khu vực phố chính, 6 làn xe ở phía bắc Đường North đến Lộ Bender, và 4 làn xe phía bắc Lộ Bender cả đường đến Green Bay.
WIS 57 nhập xa lộ I-43 khoảng 3 dặm (5 km) ở phía bắc ranh giới quận trong Mequon tại điểm giao cắt với Xa lộ Wisconsin 167.  Xa lộ Wisconsin 60 kết thúc trong làng Grafton tại I-43 khoảng 7 dặm (11 km) xa hơn về phía bắc và WIS 32 đổi hướng về phía Port Washington khoảng 1 dặm (1,6 km) ở phía bắc WIS 60.  WIS 33 cắt ngang xa lộ tại Saukville, Wisconsin.  WIS 57 quay hướng bắc khỏi I-43 trong khi I-43 quay hướng đông đi quanh Port Washington lên hướng bắc. WIS 32 nhập trở lại vào I-43 bên phía bắc và cả hai xa lộ đi theo bờ Hồ Michigan lên đông bắc vào Quận Sheboygan.  WIS 32 rời xa lộ liên tiểu bang tại Cedar Grove và xa lộ liên tiểu bang đi qua Oostburg ở phía đông và Sheboygan ở phía tây. Tại Sheboygan, I-43 liên đổi đường với WIS 28, WIS 23, và WIS 42.  I-43 vào Quận Manitowoc khoảng 9 dặm (14 km) ở phía bắc Sheboygan.
I-43 đi qua Cleveland trên ranh giới quận.  Xa lộ tiếp tục theo bờ hồ, rồi đi qua phía tây Newton, Wisconsin.  I-43 kết nối với Quốc lộ Hoa Kỳ 151 và WIS 42.  WIS 42 chiều đi hướng bắc theo xa lộ I-43 đi hướng bắc đến nút giao thông lập thể với Quốc lộ Hoa Kỳ 10.  WIS 42 rời I-43 để đi hướng dông dọc theo Quốc lộ Hoa Kỳ 10 (hướng đông) trong khi Quốc lộ Hoa Kỳ 10 chiều hướng tây theo I-43 đi hướng bắc đến nút giao thông lập thể với WIS 310. I-43 đi qua Francis Creek và Maribel và quay hướng tây bắc vào Quận Brown. I-43 tại Quận Manitowoc có đoạn đường ít xe cộ nhất với khoảng 17.400 xe đi qua phía nam WIS 147 theo kết quả khảo sát năm 2005.  Các con số tăng dần xa về phía nam.
I-43 đi qua Denmark và gặp điểm đầu của WIS 96 khoảng 1 dặm (1,6 km) ở phía bắc ranh giới quận. I-43 tiếp tục 7 dặm nữa (11 km) để đến Bellevue là nơi Quốc lộ Hoa Kỳ 141 bắt đầu.  Nút giao thông tạo lối đi đến WIS 29.  Tại điểm này, xa lộ liên tiểu bang đi vào các khu vực đô thị khi gần đến Green Bay. I-43 kết nối với WIS 172 tại Allouez rồi quay hướng đông bắc để đi tránh thành phố Green Bay.  Sau khi quay hướng tây bắc, I-43 có nút giao thông với WIS 54 và WIS 57, rồi đi qua Sông Fox bằng Cầu Tưởng niệm Leo Frigo, đi qua khu công nghiệp nặng gần Cảng Green Bay.  I-43 kết thúc tại Quốc lộ Hoa Kỳ 41 và Quốc lộ Hoa Kỳ 141.